# 1884 en science
| Années de la science : 1881 - 1882 - 1883 - 1884 - 1885 - 1886 - 1887    |
| Décennies de la science : 1850 - 1860 - 1870 - 1880 - 1890 - 1900 - 1910 |

Cet article présente les faits marquants de l'année 1884 en science.

## Événements
- 7 janvier : le médecin et microbiologiste allemand Robert Koch annonce dans une dépêche envoyée depuis Calcutta sa découverte du bacille du choléra[1].

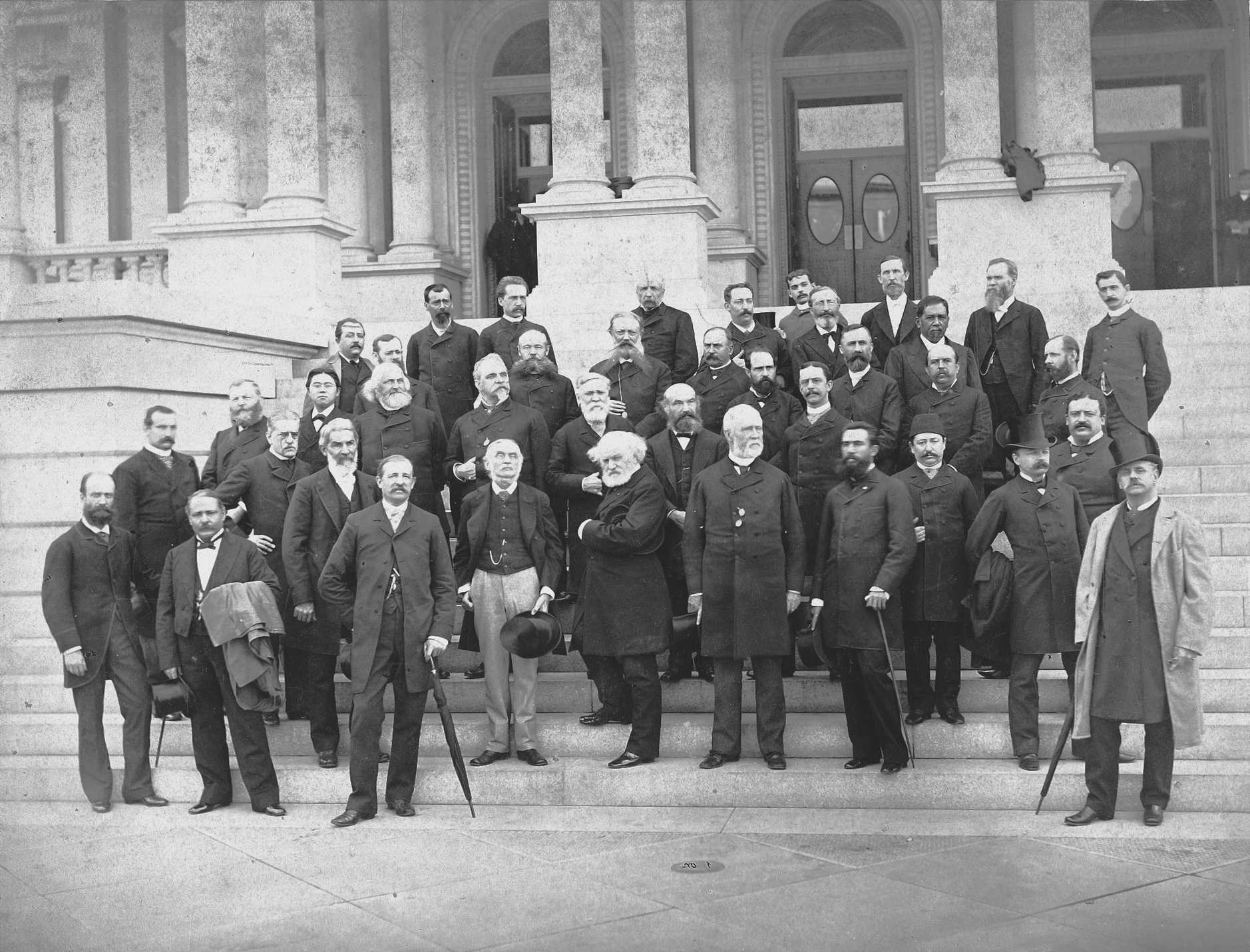
Les délégués à la Conférence internationale du méridien à Washington en 1884.

- 1er octobre-1er novembre : la Conférence internationale de Washington officialise la division de la Terre en 24 fuseaux horaires et désigne le méridien de Greenwich comme origine des longitudes[2].
- La mathématicienne britannique Sophie Bryant est la première femme à recevoir un doctorat en sciences au Royaume-Uni[3].

### Sciences physiques
- 12 mai : Hilaire Bernigaud de Chardonnet dépose à l'Académie des sciences un pli cacheté où il décrit son invention de la soie artificielle, fibre textile produite à partir de la cellulose. Il obtient un premier brevet le 17 novembre[4].
- Henry Le Chatelier développe le « principe de modération », qui décrit l'évolution de l'équilibre chimique d'un système en réponse à une contrainte externe (1884-1888)[5],[6].
- Le chimiste allemand Hermann Emil Fischer propose la structure de la purine, structure clé dans la plupart des biomolécules, qu'il synthétise plus tard en 1898[7].
- Svante August Arrhenius propose une définition des acides et des bases limité aux solutions aqueuses : les substances acides produisent des ions d'hydrogène en solution, les bases produisent des ions hydroxyde en solution[8].
- Les chimistes allemands Carl Schotten (en) et Eugen Baumann décrivent pour la première fois la réaction de Schotten-Baumann[9].
- Ludwig Boltzmann, étudiant en doctorat sous la direction du physicien autrichien Joseph Stefan, démontre théoriquement la loi empirique formulée en 1879 dite loi de Stefan-Boltzmann[10].

### Technologie
- 12 février :

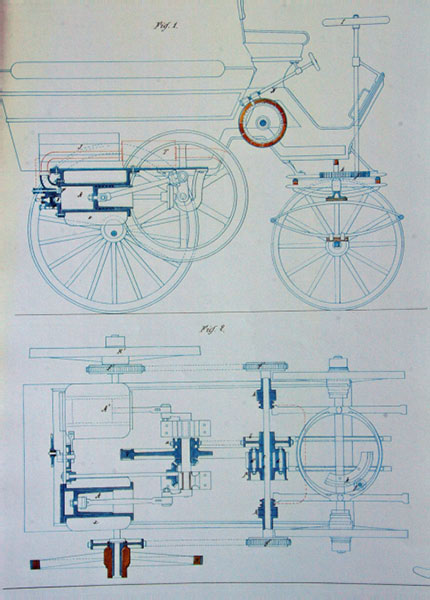
Brevet no 160267 de la Delamare Deboutteville Malandin.

  - les Français Édouard Delamare-Deboutteville et Léon Malandin obtiennent un brevet pour une voiture automobile à quatre roues actionnée par un moteur à explosion, fonctionnant au gaz de pétrole[11].
  - Lewis Waterman (en) fait breveter un stylo-plume à réservoir[12].
- 16 mai : l'inventeur italien Angelo Moriondo fait breveter à Turin la première machine à expresso[13].
- 9 août : vol d'essai de La France, ballon dirigeable électrique lancé par Charles Renard et Arthur Constantin Krebs sur un trajet en circuit fermé de 7,6 kilomètres en 23 minutes à partir de Meudon[14].
- 10 août : inauguration de l'usine Dumont, une centrale électrique aménagée à partir d’une chute d’eau par l'industriel suisse Louis Dumont. Bellegarde-sur-Valserine devient la première ville de France avec un éclairage public électrique[15].
- 23 septembre : le statisticien américain Herman Hollerith dépose un premier brevet machine à cartes perforées, délivré le 8 janvier 1889[16].
- 25 et 29 septembre : Lucien Gaulard et John Dixon Gibbs font la démonstration à l'Exposition de Turin (it) de leur générateur secondaire pour la transmission du courant alternatif, bientôt appelé transformateur électrique. Ils relient le site de l'exposition à la ville de Lanzo sur 40 km[17],[18].
- 14 octobre : le photographe américain George Eastman obtient les brevets no 306,470 et 306,594 aux États-Unis pour un film photographique en rouleau[19].

## Publications
- Jacobus Henricus van 't Hoff : Études de dynamique chimique, une étude sur la cinétique chimique.

## Prix
- Médailles de la Royal Society
  - Médaille Copley : Carl Ludwig
  - Médaille Davy : Adolph Wilhelm Hermann Kolbe
  - Médaille royale : Daniel Oliver, George Howard Darwin
  - Médaille Rumford : Robert Thalén

- Médailles de la Geological Society of London
  - Médaille Lyell : Joseph Leidy
  - Médaille Murchison : Henry Woodward
  - Médaille Wollaston : Albert Jean Gaudry

## Naissances
- 26 janvier :

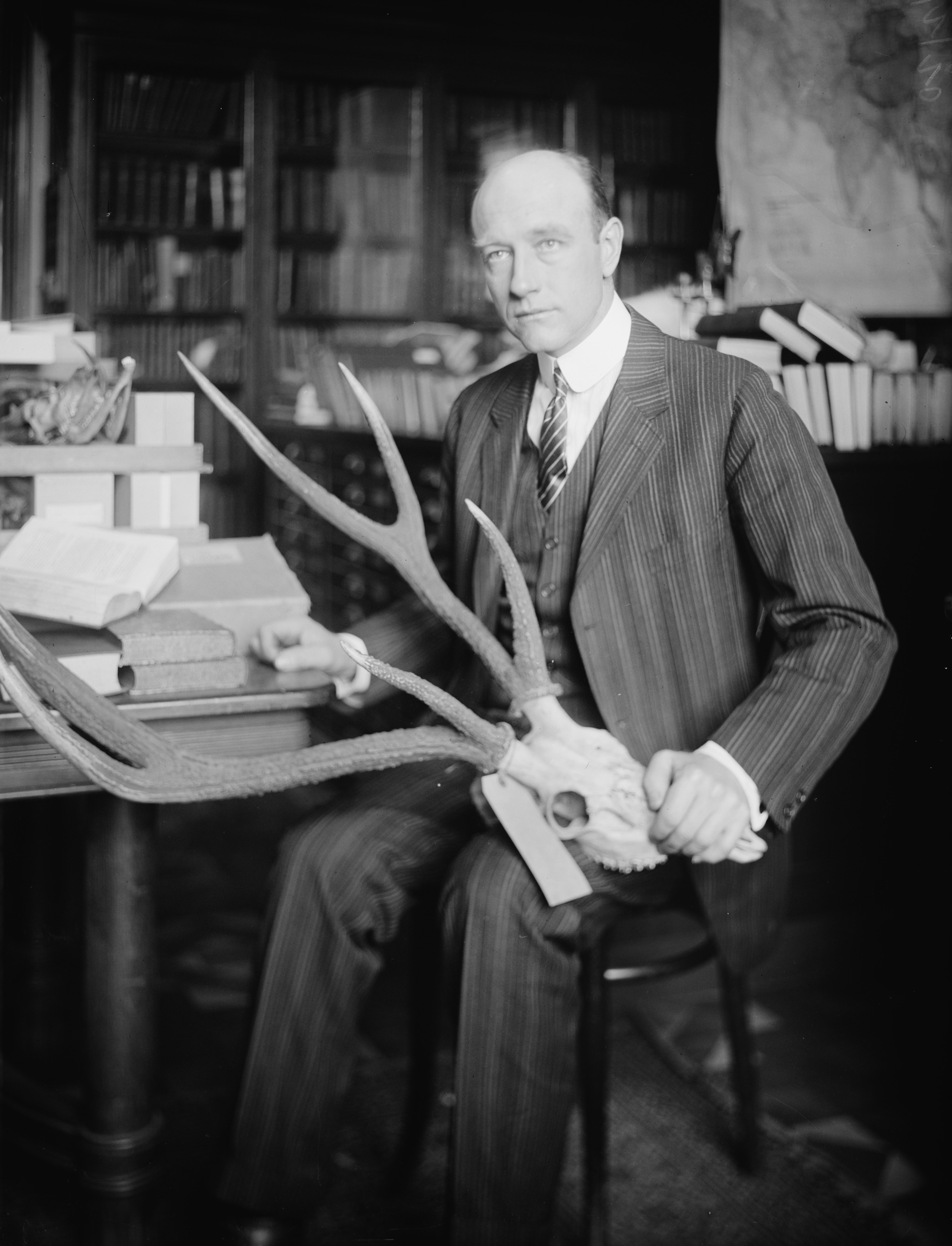
Roy Chapman Andrews

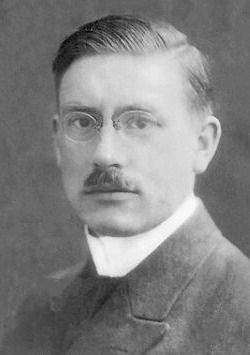
Peter Debye

  - Roy Chapman Andrews (mort en 1960), explorateur, aventurier, paléontologue et naturaliste américain.
  - Edward Sapir (mort en 1939), linguiste et anthropologue américain d'origine lituanienne.
- 28 janvier : Auguste Piccard (mort en 1962), physicien et explorateur suisse.

- 1er février : Herbert Eustis Winlock (mort en 1950), égyptologue américain.
- 23 février : Kazimierz Funk (mort en 1967), biochimiste polonais.
- 24 mars : Peter Debye (mort en 1966), physicien et chimiste néerlandais, prix Nobel de chimie en 1936.
- 25 mars : Georges Imbert (mort en 1950), ingénieur et chimiste français.
- 31 mars : Adriaan van Maanen (mort en 1946), astronome néerlando-américain.

- 7 avril :
  - John Hutchinson (mort en 1972), botaniste britannique.
  - Bronislaw Malinowski (mort en 1942), anthropologue et ethnologue britannique d’origine polonaise.
- 23 mai : Corrado Gini (mort en 1965), statisticien, démographe, ethnologue et sociologue italien.

- 13 juin : Leon Chwistek (mort en 1944), peintre avant-gardiste, logicien, philosophe et mathématicien polonais.
- 17 juin :  Georges Dupont (mort en 1958), chimiste français.
- 19 juin : Bernard Day (mort en 1934), électricien et mécanicien britannique.
- 27 juin : Gaston Bachelard (mort en 1962), philosophe français des sciences et de la poésie.

- 23 juillet : Georges Lanfry (mort en 1969), archéologue et entrepreneur français.
- 25 juillet : Davidson Black (mort en 1934), anatomiste, anthropologue et archéologue canadien.

- 30 août :
  - Josias Braun-Blanquet (mort en 1980), botaniste suisse.
  - Theodor Svedberg (mort en 1971), chimiste suédois.

- 2 septembre : Robert Feulgen (mort en 1955), médecin, chimiste et professeur d'université allemand.
- 11 octobre : Friedrich Bergius (mort en 1949), chimiste allemand.

- 30 novembre : Armin von Gerkan (mort en 1969), archéologue allemand.
- 28 décembre : Karel Andel (mort en 1947), astronome et sélénographe tchèque.

- Jean Poulain (mort en 1967), dessinateur animalier belge.

## Décès

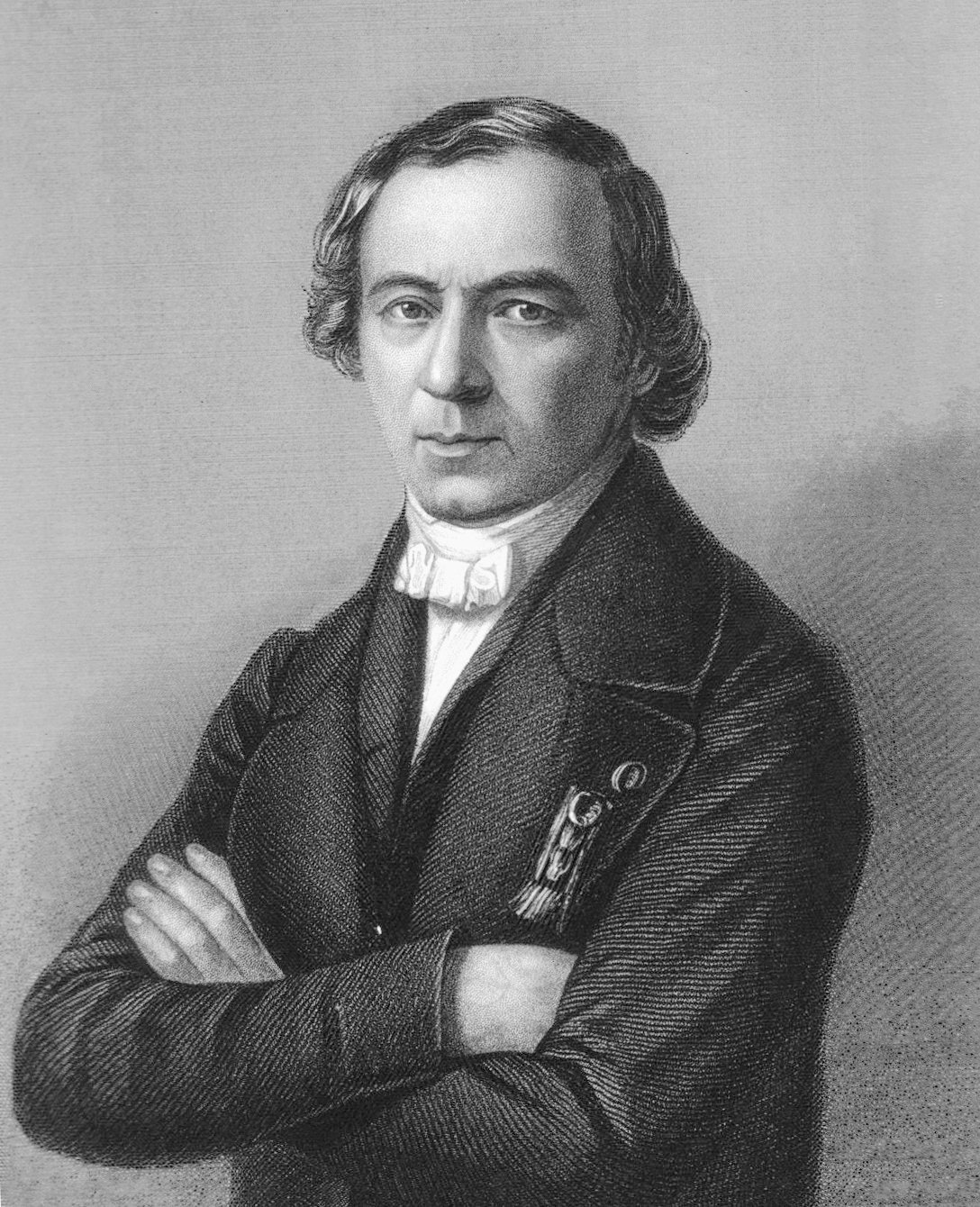
Jean-Baptiste Dumas

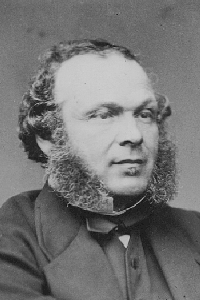
Charles Adolphe Wurtz

- 6 janvier : Gregor Mendel (né en 1822), moine et botaniste tchèque.
- 17 janvier : Hermann Schlegel (né en 1804), ornithologue et herpétologiste allemand.
- 21 janvier : Martina Castells Ballespí (née en 1852), première femme médecin espagnole.

- 1er février : Amédée de Béhague (né en 1803), agronome français.
- 3 février : Gotthilf Hagen (né en 1797), statisticien et ingénieur hydraulicien prussien.
- 7 février : Johann Friedrich Julius Schmidt (né en 1825), astronome et géophysicien allemand.
- 8 février : Arnold Henri Guyot (né en 1807), géologue et géographe suisse, naturalisé américain.

- 10 avril : Jean-Baptiste Dumas (né en 1800), chimiste et homme politique français.

- 12 mai :
  - Robert Angus Smith (né en 1817), chimiste écossais.
  - Charles Adolphe Wurtz (né en 1817), chimiste français.
- 18 mai : Johann Heinrich Robert Göppert (né en 1800), botaniste et paléontologue allemand.
- 29 mai : Jean Pierre Louis Girardin (né en 1803), chimiste français.

- 19 juin : Benjamin Corenwinder (né en 1820), chimiste et industriel français.

- 3 juillet : Charles-Joseph Tissot (né en 1828), diplomate, archéologue français.
- 10 juillet : Karl Richard Lepsius (né en 1810), égyptologue allemand.

- 28 août : Charles Tulasne (né en 1816), mycologue et médecin français.

- 10 septembre : George Bentham (né en 1800), botaniste britannique.
- 20 septembre : Leopold Fitzinger (né en 1802), zoologiste autrichien.

- 16 octobre : Benjamin Alvord (né en 1813), militaire, mathématicien et botaniste américain.

- 11 novembre : Alfred Edmund Brehm (né en 1829), zoologue et écrivain allemand.
- 17 novembre : Thomas Wright (né en 1809), chirurgien et paléontologue britannique.
- 25 novembre :
  - Robert Alfred Cloyne Godwin-Austen (né en 1808), géologue britannique.
  - Adolph Wilhelm Hermann Kolbe (né en 1818), chimiste allemand.

- 10 décembre : Wilhelm Peter Eduard Simon Rüppell (né en 1794), naturaliste et explorateur allemand.